# Nico Tirone
Nicola Tirone (Sambuca di Sicilia, 18 settembre 1944 – Mazara del Vallo, 12 aprile 2012) è stato un cantante italiano.
È stato il leader del complesso musicale beat Nico e i Gabbiani.

## Attività
Negli anni sessanta è il leader del complesso beat Nico e i Gabbiani. Dopo gli esordi in Sicilia, la band diviene famosa nel 1967 con il singolo Parole, che supera il milione di copie.
Dopo lo scioglimento del complesso nel dicembre 1969, Nico Tirone inizia una carriera da solista con il nome di Nico dei Gabbiani, passando alla CGD, per la quale pubblica nel 1971 il 45 giri con la sigla dello sceneggiato Il segno del comando, la nota Cento campane, scritta da Fiorenzo Fiorentini e Romolo Grano. La versione di Nico vende abbastanza, senza però entrare in Hit parade, operazione che invece riuscirà a Lando Fiorini, che reinciderà la canzone qualche mese dopo.
Sempre nello stesso anno pubblica Un raggio di sole, versione italiana di un successo di Sheila del 1969, già ripreso dai Los Diablos e dalla cantante francese Delphine, che nella versione del cantante siciliano passa inosservato.
Nico cambia casa discografica, passando alla Isola (di proprietà di Tony Ranno, membro dei Beans), per la quale pubblica qualche 45 giri.

Nel 1975 partecipa al Festival di Sanremo con il brano Io credo. Riscuote molto successo in Sudamerica, e negli spettacoli per gli emigranti italiani negli Stati Uniti.
Passato alla Five Record all'inizio degli anni ottanta, nel 1984 la sua canzone Amarsi diventa la sigla della soap opera Sentieri e ottiene il disco d'oro. Partecipa alla trasmissione di revival Una rotonda sul mare, ed inizia ad occuparsi dell'organizzazione di spettacoli.
Negli ultimi anni ha proseguito la sua attività facendo molte serate (a volte insieme a Dino e Gianni Pettenati), ed è stato spesso ospite di programmi televisivi (come La vita in diretta e Domenica in).
Nel 2002 ha presentato lo spettacolo Trent'anni in una sera, in cui ripercorre la sua attività con il complesso e da solista.
Nel contempo ha svolto l'attività di insegnante di Matematica e Fisica nelle scuole secondarie.
È morto nel 2012 all'età di 67 anni a seguito di una lunga malattia.

## Discografia

### Album in studio
- 1980 - Nico dei Gabbiani (Isola, ISO 33500)
- 1983 - Nico dieci anni dopo (Five Record)
- 1989 - Piccole cose (Five Record)
- 1991 - Un po' di me... (La Palmierana, LAPP 0046)
- 2005 - Vamos a bailar (Azzurra)

### Singoli
- 1970 - Un raggio di sole/L'uomo del tuo cuore (CGD, N 9817)
- 1971 - Cento campane/Ti porto nel cuore (CGD, 115)
- 1973 - Cuore bugiardo/A me (CGD, 1819)
- 1975 - Io credo/Lungo i prati (Fonit Cetra, SP 1575)
- 1975 - Amore grande e mio/Pareti blu (Fonit Cetra, SP 1584)
- 1976 - Pensami/La casa fuori paese (Atlantic Records, T 10 774)
- 1978 - Piccolo diavolo/Parole (Dig-It)
- 1980 - Dedica/Viva il sabato (Isola, ISO 9401)
- 1981 - Tre rose per te/Mi sento giù (Isola, ISO 9403)
- 1984 - Amarsi/Ho scelto te (Five Record, FM 13077)